# Luděk Eliáš
Luděk Eliáš (29. července 1923 Slaný – 10. července 2018 Ostrava) byl český herec, režisér, divadelní ředitel, scenárista, publicista a moderátor.

## Život
Během druhé světové války nedokončil studium na reálném gymnáziu ve Slaném, v roce 1942 byl spolu s rodiči z rasových důvodů internován v terezínském ghettu, poté deportován a vězněn v koncentračních táborech Osvětim a Sachsenhausen. Po skončení války bez odborné průpravy nastoupil hereckou dráhu v průběhu vojenské základní služby v AUS VN (1945–1947), následně získal krátkodobá angažmá na scénách tehdejších oblastních divadel ve Slaném (1947–1948) a Písku (1948–1949), v letech 1950–1955 byl hercem a režisérem v Krajském oblastním divadle České Budějovice.
Od roku 1956 patřil ke kmenovým hercům a režisérům Divadla Petra Bezruče v Ostravě (1962–1966 stál v jeho čele ve funkci ředitele), v ostravském studiu Čs. televize zastával pozici vedoucího umělecké redakce, moderátora, dramaturga a scenáristy (1966–1970). Po 21. srpnu 1968 patřil k protagonistům svobodného necenzurovaného televizního a rozhlasového vysílání realizovaného z improvizovaného studia na vysílači v Ostravě-Hošťálkovicích, které bylo za dramatických okolností 28. srpna ukončeno jeho obsazením okupačními jednotkami. V následném období tzv. normalizace byl z politických důvodů z dosavadního zaměstnání propuštěn, vrátil se k herecké práci na svou mateřskou scénu, kde působil i po svém odchodu do důchodu (1980) až do druhé poloviny osmdesátých let 20. století. Vedle divadelní a televizní činnosti herecky spolupracoval s filmem a ostravským studiem Čs. rozhlasu (zde také činný jako autor rozhlasových her a scénářů dramatických pořadů).
O jeho životních osudech natočil režisér Petr Lokaj televizní dokument Osud č. A2026 (2008), v roce 2012 se stal pátým laureátem Ceny Jaromíra Šavrdy za svědectví o totalitě, kterou uděluje občanské sdružení PANT u příležitosti Dne lidských práv. Portrétní dokument s názvem Holocaust v životě Luďka Eliáše režisérek Kláry Řezníčkové a Moniky Horsákové (součást cyklu výukových filmů Sami proti zlu vyrobený studenty Audiovizuální tvorby Filozoficko-přírodovědecké fakulty Slezské univerzity v Opavě) získal spolu s dalším snímkem o Janu Zajícovi 1. cenu v sekci Člověk a společnost na mezinárodním filmovém festivalu Ekofilm (2012). Jeho příběhu se (vedle osudů Michala Salomonoviče a Věry Andrysíkové) věnuje také dokument s názvem Holocaust v Čechách a na Moravě (režie: Monika Horsáková a Klára Řezníčková).

## Ocenění
- Ostravský Senior roku (2010)
- Cena Jaroslava Šavrdy (2012)
- Paul Harris fellow (ocenění Rotary klubu, 2017)
- Čestný občan Ostravy (2017)

## Divadelní role, výběr

### Krajské oblastní divadlo České Budějovice
- 1949 J. K. Tyl: Strakonický dudák, Kuba, režie Karel Konstantin
- 1949 W. Shakespeare: Mnoho povyku pro nic, Borachio, režie Karel Konstantin
- 1950 J. K. Tyl: Bankrotář, Burián, režie Karel Lhota
- 1950 Guy de Maupassant, Fritz Hochwälder (dramatizace): Tlustý anděl z Rouenu, Loiseau, režie Jiří Koldovský
- 1951 Herb Tank: Vzpoura na lodi Mackey, kapitán, režie Ilja Burian
- 1952 N. V. Gogol: Ženitba, Štěpán, režie Vasilij Vasiliev
- 1953 K. Čapek: Matka, Kornel, režie Karel Hlušička
- 1954 W. Shakespeare: Hamlet, Osrik (alternace Jiří Lír), režie Miroslav Macháček
- 1955 B. Jonson: Lišák Volpone, notář, režie Karel Hlušička

### Divadlo Petra Bezruče Ostrava
- 1957 A. N. Afinogenov: Mášenka, Leonid, režie Vilém Kyzlink
- 1959 J. K. Tyl: Tvrdohlavá žena, Ezechiel, režie Jan Kačer
- 1960 L. Aškenazy: Host, děda Remunda, režie Evžen Němec
- 1960 A. Jirásek: Filosofská historie, Roubínek, režie Evžen Němec
- 1961 B. Brecht: Svatá Johanka z jatek, Mauler, režie Evžen Němec
- 1962 N. R. Nash: Hrst ohně, Manuel, režie Ladislav Vymětal
- 1962 B. Brecht: Kavkazský křídový kruh, Azdak, režie Jan Kačer
- 1963 J. Topol: Konec masopustu, Král, režie Saša Lichý
- 1964 F. Dürrenmatt: Romulus Veliký, titulní role, režie Saša Lichý
- 1965 K. Čapek: Loupežník, Profesor, režie František Laurin
- 1970 J. Gay, Saša Lichý (adaptace): Žebrácká opera, Práskač, pan Dukát, režie Saša Lichý
- 1971 J. Drda: Dalskabáty, hříšná ves aneb Zapomenutý čert, Trepifajksl, režie František Čech
- 1972 G. B. Shaw: Pygmalion, plukovník Pickering, režie Pavel Hradil
- 1973 A. N. Ostrovskij: Rváč, Dolinik, režie Pavel Palouš
- 1974 J. Anouilh: Julian, Tonton, režie Josef Janík
- 1975 A. Franková, Frances Goodrichová, Albert Hackett (dramatizace): Deník Anny Frankové, Jan Dussel, režie Pavel Palouš
- 1976 Ede Szigligeti: Liliomfi, Schwarze, režie Josef Janík
- 1977 Molière: Scapinova šibalství, Argant, režie Pavel Pecháček
- 1978 C. Goldoni: Sluha dvou pánů, Brighella Sciucalegrand, režie Saša Lichý
- 1980 Jevgenij Švarc: Nahý král, král-ženich, režie Ladislav Knižátko
- 1986 Mark Twain, Pavel Palouš (dramatizace): Dobrodružství Huckleberryho Finna, Silas (j. h.), režie Pavel Palouš
- 1987 Guy de Maupassant, Zdeněk Kaloč (dramatizace): Miláček, Norbert de Varenne (j. h.), režie Zdeněk Kaloč

### Státní divadlo Ostrava
- 1967 A. K. Tolstoj: Smrt Ivana Hrozného, Godunov j. h., režie Radim Koval
- 1984 W. Shakespeare: Richard II., lord Willoughby j. h. (alternace Ivan Dědeček), režie Radim Koval

## Divadelní režie, výběr
- 1949 V+W: Balada z hadrů, Krajské oblastní divadlo České Budějovice
- 1950 Leonid Nikolajevič Pachmanov: Neklidné stáří (spolurežisér Joan Brehms), KOD České Budějovice
- 1950 Oskar Batěk: Pohádka o písmenkách, KOD České Budějovice
- 1951 Alexandr Simukov: Vrabčí hory, KOD České Budějovice
- 1952 J. K. Tyl: Jan Hus (asistent režie), KOD České Budějovice
- 1958 V. Katajev: Na obzoru plachta bílá, DPB Ostrava
- 1958 Michail Šatrov: Čisté ruce, DPB Ostrava
- 1962 H. Ch. Andersen, F. Pavlíček (dramatizace): Slavík, DPB Ostrava
- 1966 Arthur Fauquez, Luděk Eliáš (dramatizace): Souboj s časem, Severomoravské divadlo Šumperk

## Filmografie

### Film
- 1955 Trojí setkání (role neurčena)
- 1958 Černý prapor (legionář)
- 1962 Poslední etapa (Kolda)
- 1967 Sedm havranů (Robert)
- 1970 Jsem nebe (řidič)
- 1988 Štek (Kiš)
- 1999 Návrat ztraceného ráje (Arnošt)
- 2000 Zpráva o putování studentů Petra a Jakuba (profesor)
- 2005 Kletba bratří Grimmů (Grizzled Elder)

### Televize
- 1962 Černé démanty (TV film)
- 1962 Lovy beze zbraní (TV pořad)
- 1990 Největší z Pierotů (TV seriál)
- 1991 Digitální čas (TV film)
- 1991 Kámen v okně (TV inscenace)
- 1992 Evangelium podle pastýřů (TV film)
- 1992 Havran barvy lila (TV inscenace)
- 1995 Volání odjinud (TV film)
- 1998 Píseň o lítosti (TV inscenace)
- 2005 Strážce duší (TV seriál)
- 2007 Světla pasáže (TV seriál)